# Tettenweis

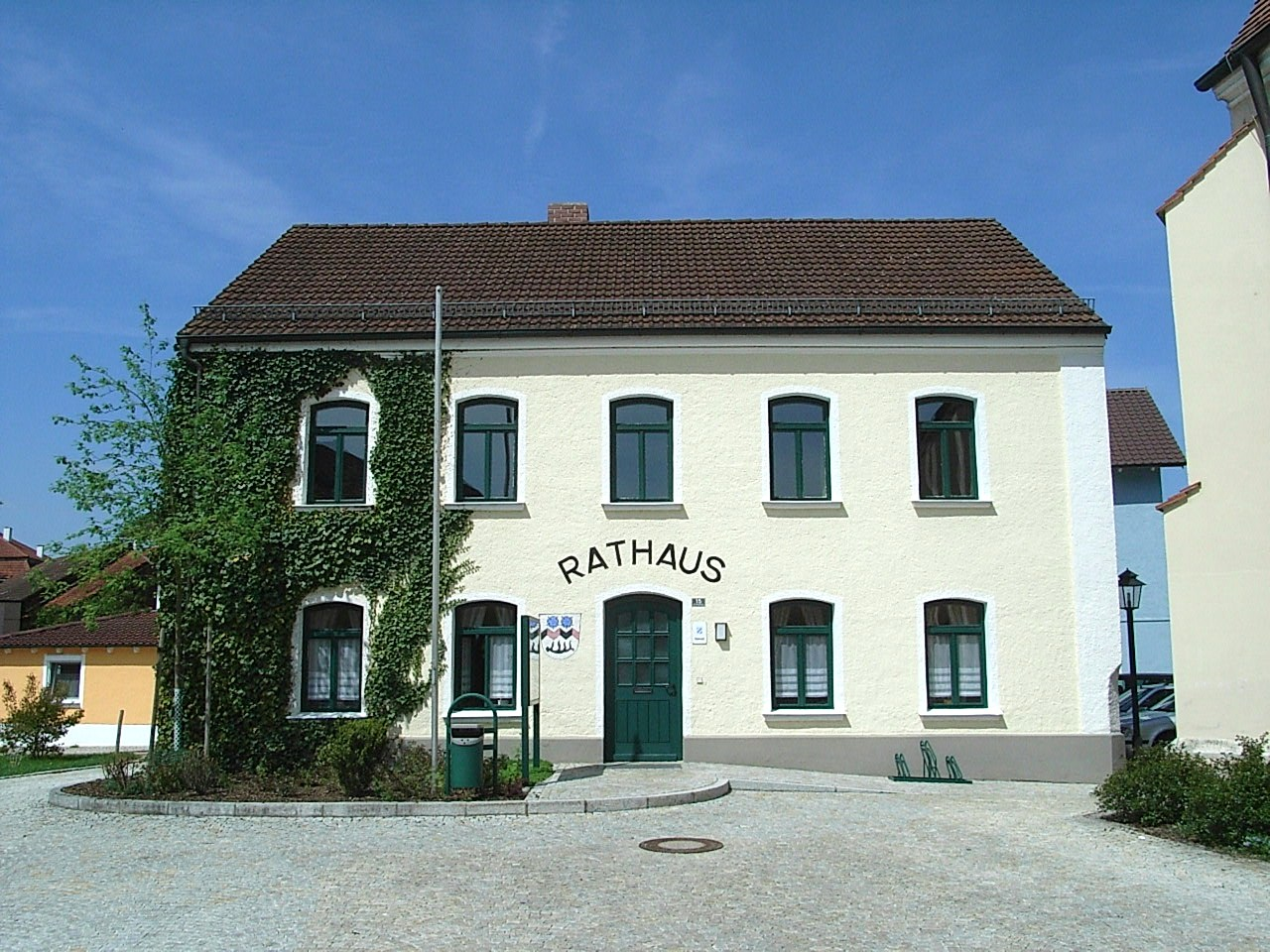
Raadhuis van Tettenweis

Tettenweis is een plaats en gemeente in de Duitse deelstaat Beieren, en maakt deel uit van het Landkreis Passau.
Tettenweis telt 1.795 inwoners.

## Geboren in Tettenweis
- Franz von Stuck (1863-1928), symbolistische schilder en beeldhouwer

Aicha vorm Wald ·
Aidenbach ·
Aldersbach ·
Bad Füssing ·
Bad Griesbach i.Rottal ·
Beutelsbach ·
Breitenberg ·
Büchlberg ·
Eging a.See ·
Fürstenstein ·
Fürstenzell ·
Haarbach ·
Hauzenberg ·
Hofkirchen ·
Hutthurm ·
Kirchham ·
Kößlarn ·
Malching ·
Neuburg a.Inn ·
Neuhaus a.Inn ·
Neukirchen vorm Wald ·
Obernzell ·
Ortenburg ·
Pocking ·
Rotthalmünster ·
Ruderting ·
Ruhstorf a.d.Rott ·
Salzweg ·
Sonnen ·
Tettenweis ·
Thyrnau ·
Tiefenbach ·
Tittling ·
Untergriesbach ·
Vilshofen an der Donau ·
Wegscheid ·
Windorf ·
Witzmannsberg